# Chemin de fer de Guise au Catelet
Le chemin de fer de Guise au Catelet est une ancienne  ligne de chemin de fer secondaire réalisé sous le régime des voies ferrées d'intérêt local et qui a relié ces deux villes du département de l'Aisne entre 1900 et 1951. La ligne est construite à l'écartement métrique.
Elle était l'une des lignes du réseau départemental de chemins de fer secondaires de l'Aisne.

## Histoire
La ligne de chemin de fer secondaire reliant Guise au Catelet a été déclarée d'utilité publique par la loi du 17 avril 1898 au bénéfice du département de l'Aisne.
À l'origine Mathieu Michon, entrepreneur de travaux publics, en avait obtenu la concession jusqu'à, théoriquement, 1971 et avec l'aide financière de la compagnie des chemins de fer du Nord. Il transfère ses droits à la Compagnie du chemin de fer d'Intérêt local de Guise au Catelet, ce qui est approuvé par un décret du 25 août 1899. Cette compagnie change de nom à l'occasion de l'ouverture du chemin de fer de Roisel à Hargicourt, et devient la Compagnie des chemins de fer d'intérêt local du Nord de la France
La ligne est détruite en partie pendant la Première Guerre mondiale et, la compagnie ayant refusé de prendre à sa charge sa reconstruction, celle-ci est assurée par un séquestre. L'exploitation reprend en 1922, assurée par la compagnie des chemins de fer secondaires du Nord-Est, et la procédure de déchéance du concessionnaire initial est engagée en 1925.
En 1935, l'exploitant teste une desserte mixte rail et route, mais l'exploitation ferroviaire se poursuit jusqu'au service d'été 1951. La ligne est déclassée par décret du 2 juin 1955.

## Infrastructure

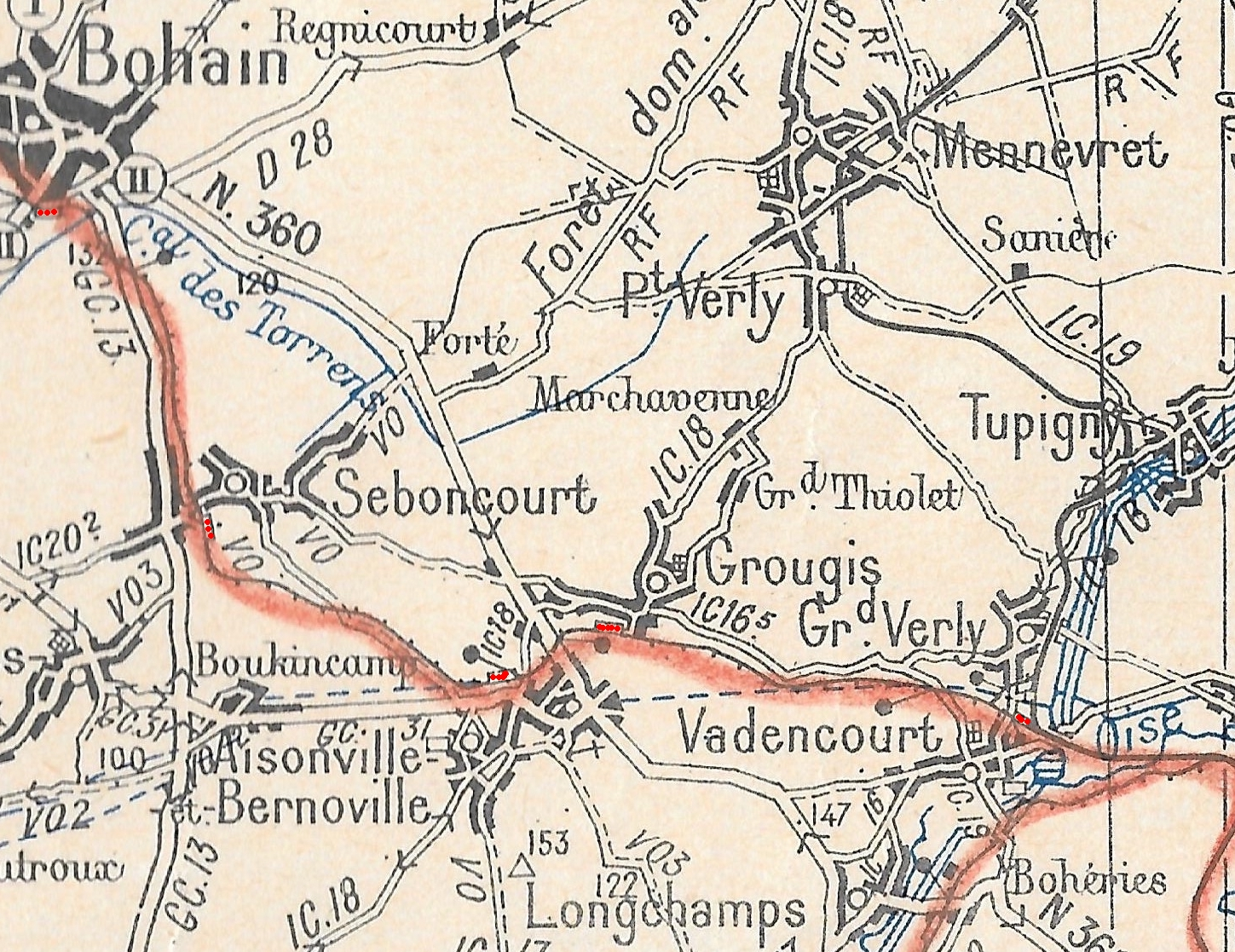
Tracé de la section Bohain - Lesquielles (vers Guise).

### Les lignes
La ligne, comprenant un rebroussement à Bohain, avait une longueur cumulée de 40 km, dont les périodes d'exploitation ont été les suivantes :
- Le Catelet - Bohain - Lesquielles-Saint-Germain, 34 km, ouverture en 1900, fermeture en 1951 ;
- Lesquielles-Saint-Germain - Guise, 6 km, ouverture en 1901, fermeture en 1954.

### Gares et stations
Les bâtiments des gares étaient construits en brique de manière assez modeste, sans fenêtres à l'étage côté voies, et avec une petite halle à marchandises accolée.
La ligne avait son terminus en gare du Catelet-Gouy des chemins de fer du Cambrésis.
La gare de Bohain comprenait le dépôt de la compagnie et était en cul-de-sac, ce qui obligeait les trains à rebrousser, après que la locomotive ait été tournée au dépôt.
L'autre terminus était en gare de Guise, entre la voie de la Compagnie du Nord Laon - Wassigny et au Cateau et celle de la Compagnie du chemin de fer de Saint-Quentin à Guise. Les deux lignes étaient parallèles jusqu'à Lesquielles-Saint-Germain, où elles se séparaient.
| Gares et stations | PK |  | Les gares à l'origine. | État en 2017. |
| --- | -- |  | ---------------------- | ------------- |
| Le Catelet - Gouy La gare de Gouy, mise en service en 1888, était à l'origine située sur la ligne du Cambrésis. Par la suite, elle devient également gare origine de la ligne du Catelet à Guise (1900-1950). Elle a cessé de fonctionner en 1954 et est aujourd'hui une habitation. | 40 |  |                        |               |
| Beaurevoir La gare de Beaurevoir est aujourd'hui une habitation. | 35 |  |                        |               |
| Ponchaux La halte était située près du hameau de Ponchaux, au lieudit Genève, au bord de la Chaussée Brunehaut. Comme toutes les haltes de la ligne, c'était un simple abri en briques permettant aux voyageurs en attente de s'abriter. Il n'y avait pas de chef de gare et le train ne s'arrêtait s'il y avait des voyageurs. Aucune trace de cette halte de nos jours. Mention écrite sur les horaires : Arrêt facultatif pour prendre des voyageurs qui font signe au mécanicien et pour ceux qui ont prévenu le conducteur de train.                                                                              | 33 |  |                        |               |
| Ramicourt La gare de Ramicourt a été démolie dans les années 70 pour laisser la place à un silo à grains. | 30 |  |                        |               |
| Montbrehain La gare de Montbrehain est aujourd'hui une habitation. | 28 |  |                        |               |
| Brancourt-le-Grand La gare a été mise en service vers 1910 et est aujourd'hui une habitation. | 25 |  |                        |               |
| Gare de Bohain La gare est située sur la ligne de Creil à Jeumont, qui a été mis en service en 1857 par la compagnie des chemins de fer du Nord (axe Paris-Bruxelles). De 1900 à 1950, la gare de Bohain était également desservie par la ligne de Gouy-Le Catelet à Guise. | 20 |  |                        |               |
| Bohain-Ville La gare de Bohain-Ville était construite à la sortie de Bohain-en-Vermandois, sur la route de Fresnoy-le-Grand. | 19 |  |                        |               |
| Seboncourt La gare de Seboncourt est aujourd'hui une habitation. | 15 |  |                        |               |
| Aisonville - Bernoville La gare d'Aisonville - Bernoville est aujourd'hui une habitation. | 11 |  |                        |               |
| Grougis La gare de Grougis est aujourd'hui une habitation. | 10 |  |                        |               |
| Vadencourt - Verly La gare de Vadencourt-Verly a été mise en service en 1875 sur la ligne de Guise-Busigny avant d'être également utilisée, à partir de 1900, par la ligne de Gouy-Le Catelet à Guise ; Elle a cessé de fonctionner en 1966 et est aujourd'hui incluse dans une entreprise agricole. | 6  |  |                        |               |
| Le pont de Vadencourt Trois ponts existaient sur la ligne Guise-Le Catelet : - Le pont situé dans la montée entre Brancourt et Bohain, en face de la ferme de le Haute-Cour, sous lequel passait la route d'accès à la ferme de Brancoucourt - Le pont de Bohain qui permettait le franchissement de la ligne Creil-Jeumont - Le pont de Vadencourt par lequel les deux voies des lignes Guise-Wassigny et Guise-Le Catelet enjambaient le canal de la Sambre à l'Oise. Cet imposant pont métallique construit au-dessus du bief de l'écluse n'existe plus de nos jours. Seuls persistent les deux piliers de briques. | 6  |  |                        |               |
| Lesquielles La gare de Lesquielles-Saint-Germain a été mise en service en 1875 sur la ligne de Guise - Busigny avant d'être également utilisée, à partir de 1900, par la ligne de Gouy-Le Catelet à Guise. Inutilisée à partir de 1966, elle est aujourd'hui dans une habitation. Les deux lignes, l'une à voie métrique et l'autre à écartement normal, se côtoyaient. | 6  |  |                        |               |
| Guise De 1875 à 1966, Guise a eu important trafic ferroviaire. La gare, inaugurée en 1892, est aujourd'hui désaffectée et transformée en habitation. Cette gare fut d'abord le point d'arrivée de la ligne Saint-Quentin – Guise exploitée de 1875 jusqu’en 1966. En 1896, elle est desservie par la ligne Laon - Guise -Le Cateau puis de 1900 à 1950, elle est le terminus de la ligne de Gouy-le-Catelet à Guise. Enfin, de 1910 jusqu’en 1976, elle est sur la ligne qui relie Guise à Hirson. | 0  |  |                        |               |

### Ouvrages d'art
Il existait un pont sur la Sambre, près de Lesquielles-Saint-Germain, parallèle à celui du grand réseau. Le pont de la ligne a été détruit en 1940, au début de la Seconde Guerre mondiale. En 1946, celui du grand réseau a été équipé d'une voie à quatre files de rail pour être utilisable par la voie métrique de Guise au Catelet .

### Embranchements particuliers
La ligne desservait la sucrerie de Bohain.

## Exploitation

### Desserte
À l'ouverture de la ligne, celle-ci était desservie par deux trains aller-retour quotidiens, avec rebroussement à Bohain, qui était une gare en impasse. En 1910, un troisième train est ajouté.
Après la reconstruction de la ligne en 1922, la Compagnie du Nord-Est fait circuler deux trains aller-retour journaliers, complétés d'un service partiel entre Bohain et Vadencourt.
En 1935, le service des voyageurs est assuré par autocars, mais rétabli sous forme ferroviaire pendant la Seconde Guerre mondiale avec une exploitation séparée des deux branches de la ligne, assurée par un à trois AR journaliers, selon le jour de la semaine.

Horaires de la ligne en 1946
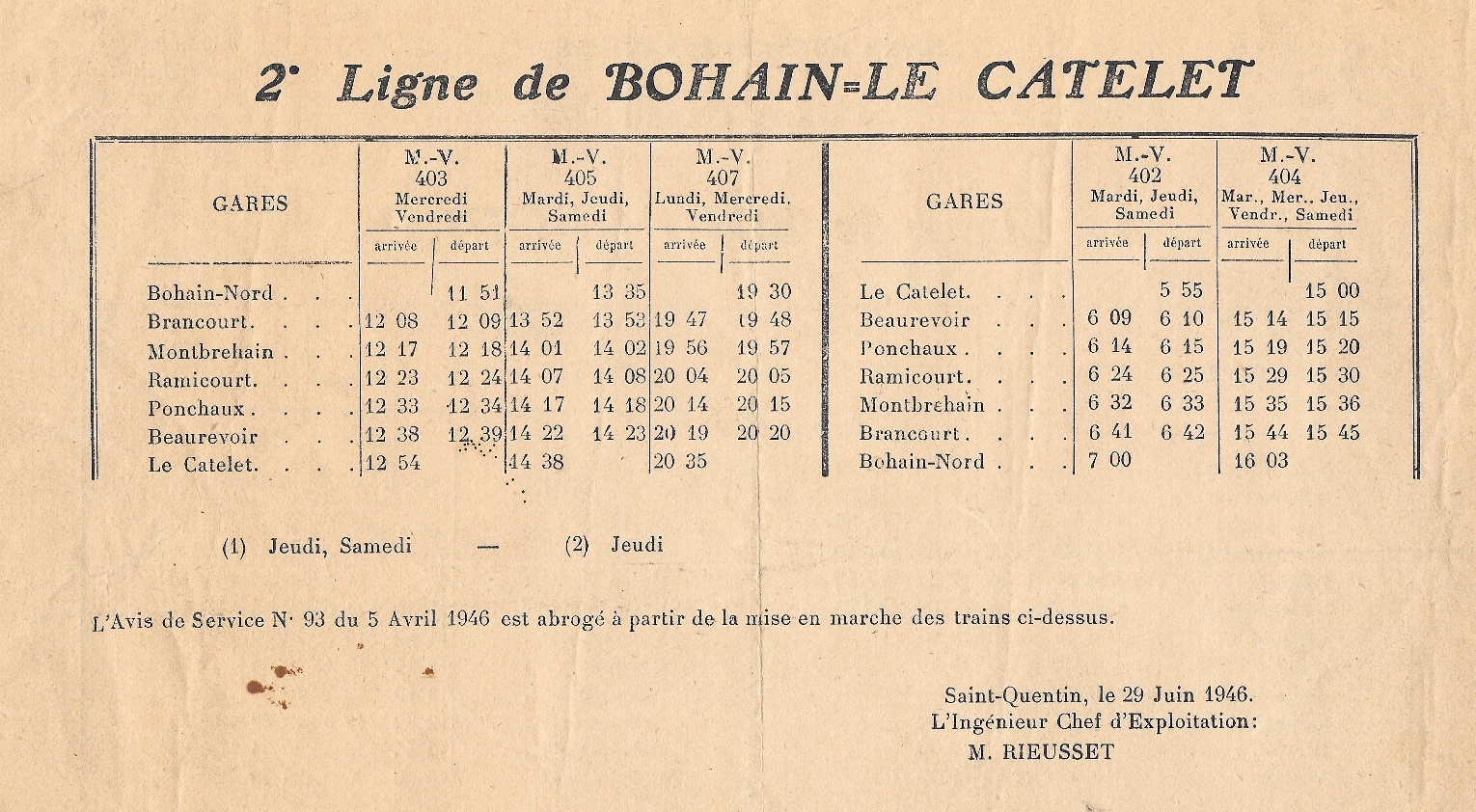
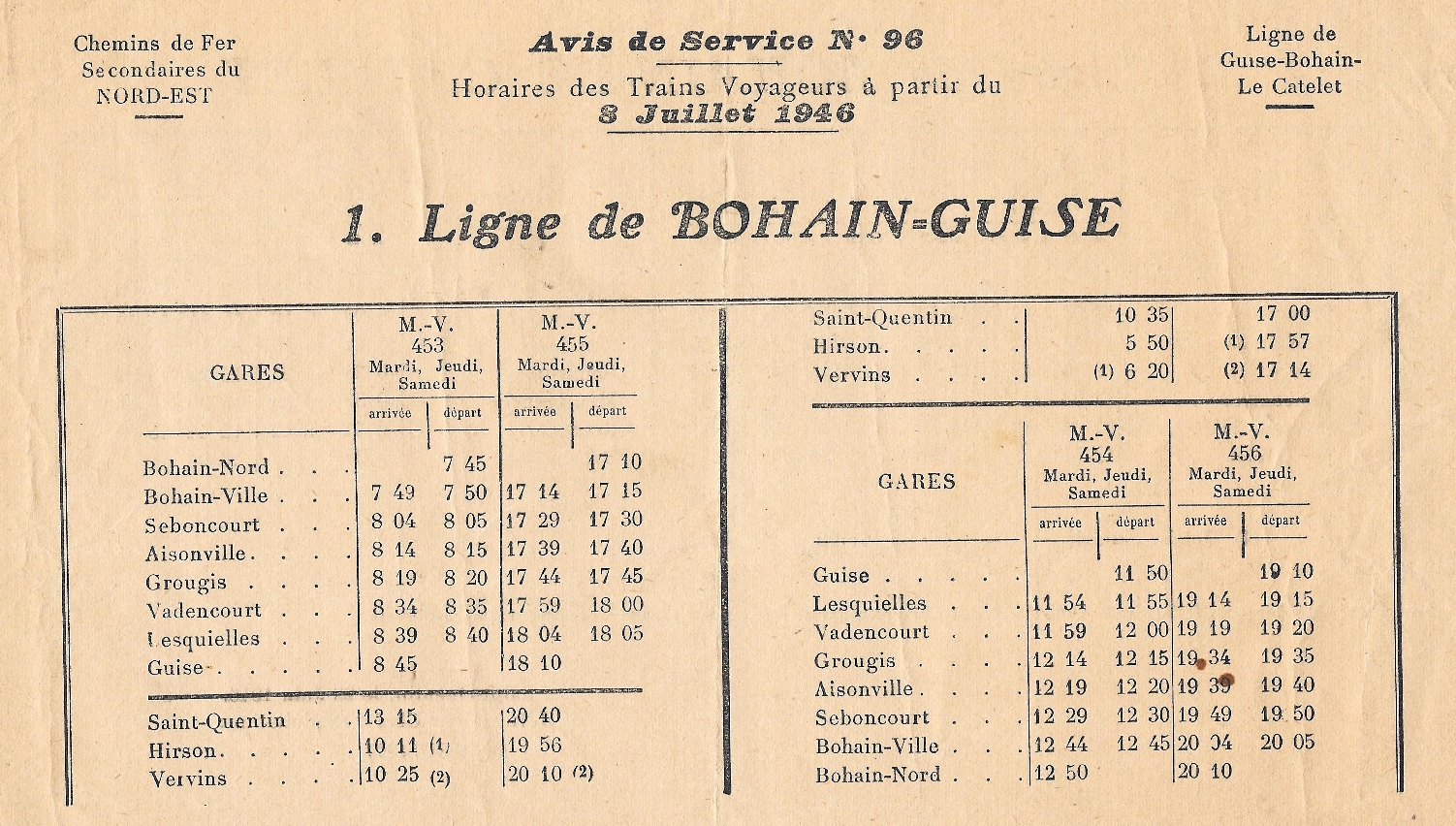

### Matériel roulant

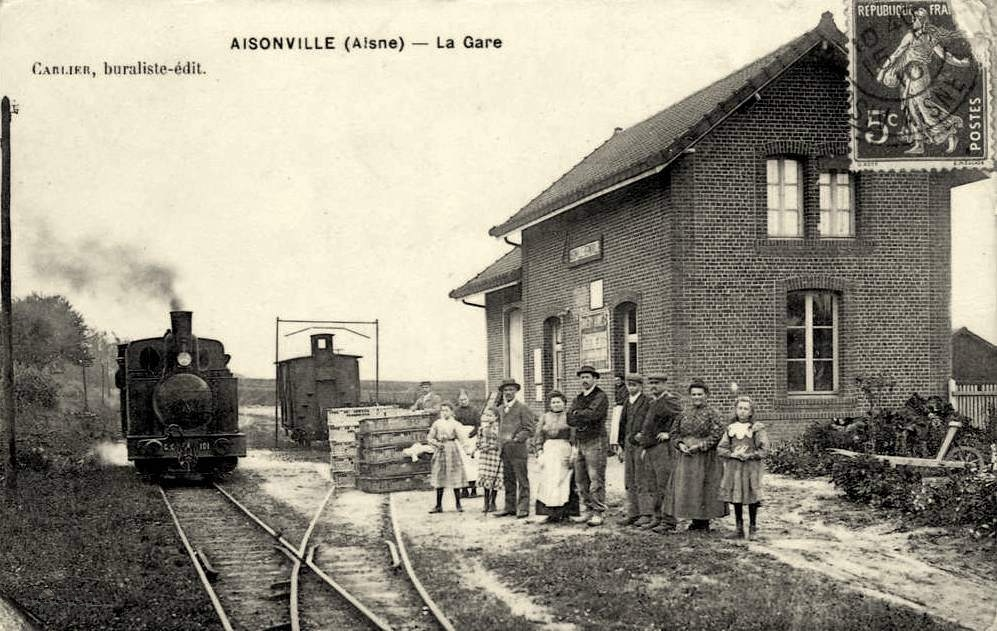
La gare d'Aisonville-et-Bernoville vers 1909.
On distingue clairement sur la locomotive le tamponnement latéral spécifique à la ligne, ultérieurement remplacé par un tamponnement central, classique pour les lignes secondaires à voie métrique.

Le matériel roulant avait été conçu de manière à permettre les échanges avec la ligne des chemins de fer du Cambrésis. De ce fait, il était équipé d'un attelage central encadré de deux tampons, disposition rare pour les chemins de fer à voie métrique où le matériel était généralement équipé d'un tamponnement central situé au-dessus de l'attelage. Ce système fut abandonné après la Première Guerre mondiale.
Locomotives à vapeur
- N° 101 à 103, type 030T, livrées par Corpet-Louvet en 1899, n° construction 740 à 742, poids à vide 17 tonnes[9].
- Une quatrième machine, identique, est acquise en 1909.

La compagnie du Nord-Est fit circuler sur la ligne, lors de la reprise de l'exploitation en 1922, plusieurs de ses locomotives originaires d'autres réseaux : des 130T série 1 à 15 des chemins de fer départementaux de l'Aisne (CDA) et des 030T des Chemins de fer de la Banlieue de Reims (CBR).
Autorails
- En 1928, deux automotrices à essence à deux essieux type RS4 construites par Scemia et prélevées sur une série de 6 engins construits pour la ligne de Sens à Nogent-sur-Seine.
- Autorail Brissonneau et Lotz de 1936, acquis en 1948 après la Deuxième Guerre mondiale d'occasion auprès du réseau des chemins de fer économiques des Charentes. Il portait l'immatriculation BL-12[5].

Voitures à voyageurs
En 1927, on comptait 9 voitures de 1re et 2de classe à l'époque du premier exploitant, et déclassées en 2de et 3e classe par la compagnie des chemins de fer du Nord-Est. Elles étaient dotées d'un système de chauffage à air chaud, spécifique au réseau.
Wagons de marchandises
Toujours à la même époque, le parc de wagons de marchandises était de 61 wagons, principalement des tombereaux.